# Катерина Хмельницька
Катери́на Хмельни́цька (? — 1668) — одна з двох відомих дочок Богдана Хмельницького.

## Життєпис

### Перший шлюб
У 1656 стала дружиною бихівського полковника Данила Виговського — брата генерального писаря, майбутнього гетьмана Івана Виговського, що значно зміцнило позиції останнього в оточенні її батька. Після початку заколоту проти Виговського якийсь час перебувала у місті Сміла. Чоловік просив коронного гетьмана Станіслава «Реверу» Потоцького надати «живу допомогу» для походу на Чигирин та Смілу.
В умовах війни шлюб тривав недовго. Данило Виговський потрапив у московський полон, де помер.

### Другий шлюб
Після смерті чи страти чоловіка московитами 30 листопада 1659 р., конфіскації його родових маєтностей польською владою Катерина вдруге вступила в шлюб, з Павлом Тетерею — особистим ворогом брата колишнього чоловіка, причетного до його ганебної страти поляками 16 березня 1664.
Протягом 1663–1665 р.р. Павло Тетеря — королівський секретар, гетьман Правобережної України. У 1665 р. внаслідок військових невдач він зрікся гетьманства і, прихопивши військовий скарб, державний архів і гетьманські клейноди, втік до Польщі, де перейшов у католицтво в обмін на високі звання[джерело?]; за даними польського дослідника Каспера Нєсєцького, отримав посади брацлавського та ніжинського старост, маєтності. Чи поїхала з ним Катерина — невідомо. 
Достеменним є факт її смерті в 1668 р..